# Katzenöd
Katzenöd ist eine Einöde auf der Gemarkung Punreuth im oberpfälzischen Landkreis Tirschenreuth.

## Geografie
Die Einöde liegt im Südwesten des Fichtelgebirges am östlichen Fuß des 711 Meter hohen Tannenberges. Katzenöd ist ein Ortsteil der Gemeinde Immenreuth und liegt zweieinhalb Kilometer nördlich von deren Gemeindesitz.

## Geschichte
Die Bayerische Uraufnahme zeigt Katzenöd in den 1810er Jahren als kleine Ortschaft, die aus drei Herdstellen besteht. Die Anwesen mit den Hausnummern „2“ und „3“ liegen eng benachbart, während dasjenige mit der Hausnummer „1“ etwa einen halben Kilometer nordwestlich von diesen beiden liegt. Seit dem Gemeindeedikt von 1818 hatte Katzenöd zur Ruralgemeinde Punreuth gehört, die zum Zeitpunkt der Gemeindegründung neben dem Hauptort Punreuth noch aus drei weiteren Ortschaften bestand. Als die im Jahr 1925 lediglich 163 Einwohner zählende Gemeinde Punreuth 1946 aufgelöst wurde, wurde Katzenöd in die Gemeinde Lenau eingegliedert. Als auch die Gemeinde Lenau mit der bayerischen Gebietsreform aufgelöst wurde, wurde Katzenöd zusammen mit einigen anderen Ortsteilen in die Gemeinde Immenreuth eingegliedert.
| Jahr          | 001824 | 001871 | 001885 | 001900 | 001925 | 001950 | 001961 | 001970 | 001987 |
| Einwohnerzahl | 4      | 16     | 23     | 13     | 15     | 14     | 10     | 8      | 7      |